# 曲霉病
曲霉病（aspergillosis）是由麴黴屬引起的人兽共患病，属于常出現在肺部的真菌病，且易发生于免疫受损者，如：哮喘、囊腫性纖維化、结核病、骨髓移植、器官移植病患，以及那些由于服用皮質類固醇和某些癌症治疗药物而无法抵禦感染的人。人类、鸟类和其他动物都会感染曲霉病，多见于雏禽，主要侵染肺部，造成发炎和结节，也可继发于肺脓肿或其他空洞形成性肺病。
曲霉病可分为急性、亚急性和慢性，或分为侵袭性、非侵袭性。曲霉可感染皮肤、黏膜、肺、脑、眼、耳等全身各部位，但以肺和鼻窦最为常见。免疫功能正常者，以非侵袭性曲霉病（noninvasive aspergillosis）为主，且可成为致敏原引起变应性疾病，或寄生后形成慢性肉芽肿病。免疫功能低下者，以侵袭性曲霉病（invasive aspergillosis）为主，可呈现急性或亚急性侵袭性病变，病死率高。
曲霉病最常见的病原体是烟曲霉和黃麴霉。总体而言，每年全球约60万人會因曲霉病而死亡。